# التمن
شهر التمن در ایالت بایرن در کشور آلمان واقع شده است.